# Persoon-eerst-taalgebruik
Persoon-eerst-taalgebruik (Engels: people-first language of person-first language, afgekort pfl; de tegenhanger van identiteit-eerst-taalgebruik) is een vorm van inclusief taalgebruik waarbij de persoon in een zin wordt geplaatst voor diens psychische aandoening, handicap (beperking) of neurodivergentie. In plaats van bijvoorbeeld 'verstandelijk beperkten' wordt er dan gesproken over 'mensen met een verstandelijke beperking'. In de bredere zin wordt persoon-eerst-taalgebruik ook gebruikt om personen van verschillende etniciteiten, sociale klassen, genders en seksuele geaardheden te beschrijven.

## Geschiedenis
De term persoon-eerst-taalgebruik vond zijn oorsprong in de Verenigde Staten in 1974. In dat jaar werd de eerste conferentie rond self-advocacy gehouden, waar mensen met een beperking of psychische aandoening voor hun eigen belangen opkwamen. Bij deze conferentie ontstond de ‘People First’-beweging, die pleitte voor het beschrijven van de persoon voor diens beperking, handicap of psychische aandoening. Het doel van persoon-eerst-taalgebruik is de nadruk leggen op het individu, in plaats van op de beperkingen van de persoon.
Naast het plaatsen van de persoon voor de aandoening of beperking, focust persoon-eerst-taalgebruik zich ook op het gebruik van de juiste terminologie om validisme tegen te gaan. Bepaalde termen worden ervaren als kwetsend of stigmatiserend, wat kan leiden tot zelfstigma en een vertraagd herstelproces. Ook vinden sommige mensen het gebruik van bepaalde woorden in de spreektaal, zoals 'idioot' of 'achterlijk'  validistisch, omdat het archaïsche termen zijn om naar personen met een handicap te refereren. Dat geldt ook voor woorden als 'invalide', 'andersvalide' en 'mindervalide', waarbij de indruk gewekt kan worden dat iemand 'minder'/'minder geldig'/'minder waard' is.

### Identiteit-eerst-taalgebruik
De tegenhanger van persoon-eerst-taalgebruik is identiteit-eerst-taalgebruik (Engels: identity first language, afgekort ifl; ook wel eigenschap-eerst-taalgebruik) waarbij de identiteit of eigenschap in een zin wordt geplaatst voor de persoon. Deze manier om mensen aan te duiden wordt vaak gebruikt door mensen die die specifieke eigenschap, beperking of aandoening ervaren als onlosmakelijk verbonden met hun identiteit. Identiteit-eerst-taalgebruik is dan een manier is om duidelijk te maken dat die identiteit of eigenschap niet iets is waarvoor zij zich moeten schamen of dat verholpen moet worden, en soms ook om duidelijk te maken dat zij deel zijn van een groep of gemeenschap.

## Kritiek
Een onderzoek uit 2017 door dr. Morton Ann Gernsbacher naar het gebruik van persoon-eerst-taalgebruik in wetenschappelijke publicaties, waaronder die van American Psychological en de American Psychiatric Associations, laat zien dat persoon-eerst-taalgebruik stigmatisering kan vergroten. Zo wordt persoon-eerst-taalgebruik vaker gebruikt om kinderen met een aandoening of beperking te beschrijven dan kinderen zonder aandoening of beperking, wordt persoon-eerst-taalgebruik vaker gebruikt om kinderen met een aandoening of beperking te omschrijven dan om volwassenen met een aandoening of beperking te omschrijven, en wordt persoon-eerst-taalgebruik hoofdzakelijk gebruikt in gevallen waar gesproken wordt over aandoeningen en beperkingen die sterk gestigmatiseerd worden. Gernsbacher parafraseerde de boodschap van vele disability studies-onderzoekers dat "met persoon-eerst-taalgebruik wellicht is overgecorrigeerd tot aan het punt waarop beperkingen juist weer verder worden gestigmatiseerd". Gernsbacher stelt dat persoon-eerst-taalgebruik ontwikkeld is als een manier om gelijkwaardigheid te creëren tussen mensen met en mensen zonder een aandoening of beperking. Vanuit het onderzoek adviseert Gernsbacher dat onderzoekers ofwel persoon-eerst-taalgebruik op iedereen zouden kunnen toepassen, ofwel identiteit-eerst-taalgebruik kunnen toepassen vanuit het gedachtegoed van de gehandicaptenbeweging en vanuit de maatschappelijke en organisatorische principes van diversiteit, gelijkwaardigheid en inclusie.
In 2020 werd in Nederland een onderzoek gedaan naar taalgebruik en de invloed op de stigmatiserende houding van hulpverleners. Er werd gekeken naar vier verschillende taalstijlen: stoornis-eerst-taalgebruik (een alcoholist), persoon-eerst-taalgebruik (persoon met een alcoholverslaving), slachtoffer-taal (persoon die lijdt aan een alcoholverslaving) en herstel-taal (persoon in herstel van een alcoholverslaving). Uit dit onderzoek kwam naar voren dat taalgebruik geen significante invloed had op de stigmatiserende houding van hulpverleners.

## Voorbeelden in het Nederlands
Vanaf 2016 wordt het woord 'allochtoon' door het Centraal Bureau voor de Statistiek en de Wetenschappelijke Raad voor het Regeringsbeleid (WRR) niet langer gebruikt in onderzoeksrapporten en werd het vervangen voor 'persoon met een migratieachtergrond'. Het woord allochtoon had voor sommige mensen een negatieve connotatie en zou het wij-zij-denken versterken.
De Vlaamse krant De Standaard gebruikt de woordenlijst Gevoelig Lexicon om inclusief te schrijven. Zij hanteren persoon-eerst-taalgebruik omdat van een eigenschap geen eigennaam zou moeten worden gemaakt omdat je op die manier de persoon zou reduceren tot dat ene kenmerk.